# التنبؤ بالنشاط البركاني

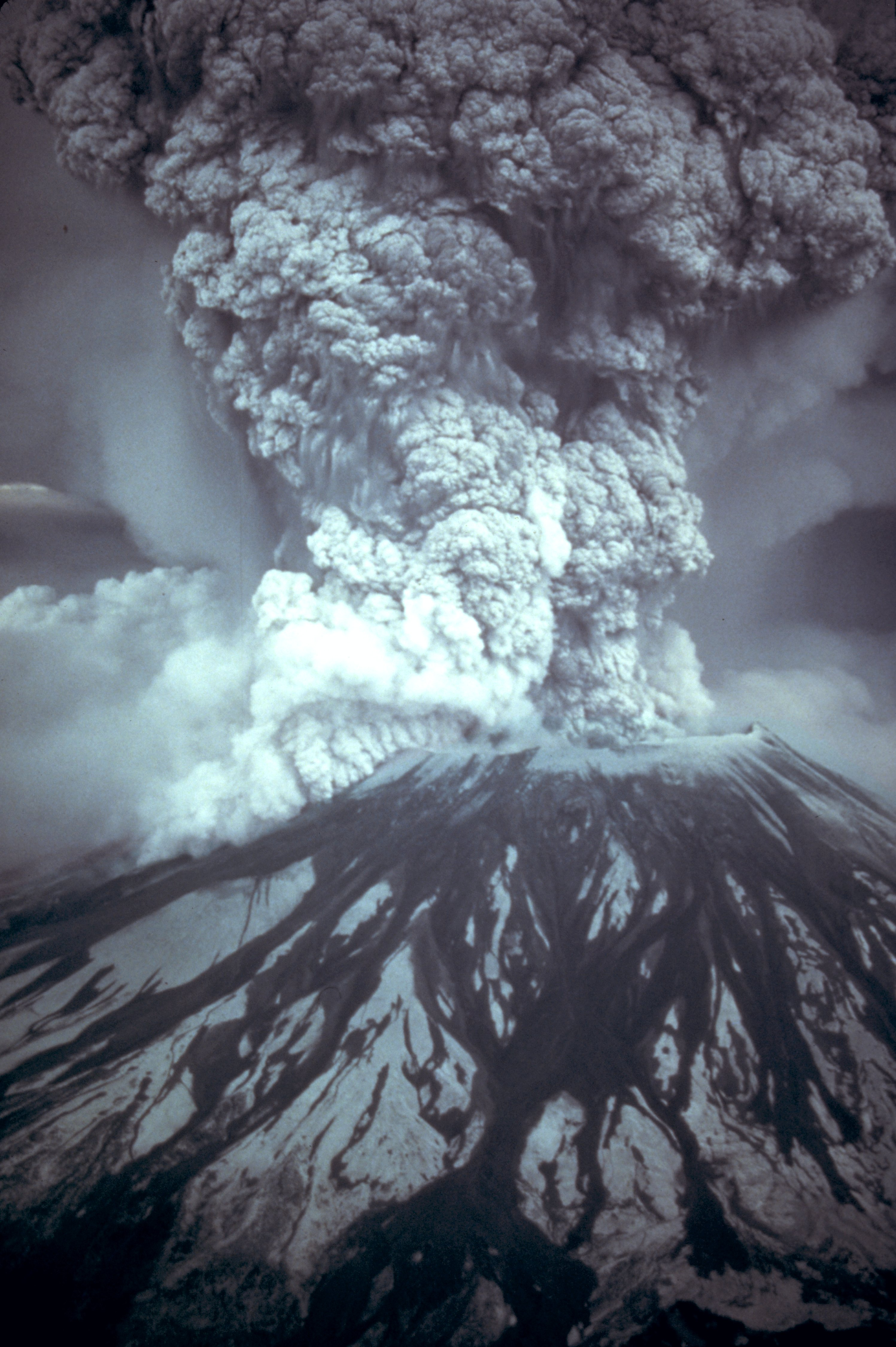
انفجر جبل سانت هيلين بشكل متفجر في 18 مايو عام 1980 الساعة 8:32 صباحًا التوقيت الصيفى الباسيفيكى

التنبؤ بالثوران البركاني ، هو جهد متعدد التخصصات للرصد والبحث وهو للتنبؤ بوقت وشدة ثوران البركان.من الأهمية بمكان التنبؤ بالانفجارات الخطرة التي يمكن أن تؤدي إلى خسائر فادحة في الأرواح والممتلكات وتعطيل الأنشطة البشرية.

## الموجات الزلزالية (الزلزالية)

### المبادئ العامة لعلم الزلازل البركانية
- يحدث النشاط الزلزالي دائمًا عندما تستيقظ البراكين وتستعد للانفجار وهي رابط مهم جدًا للانفجارات البركانية. عادةً ما يكون لبعض البراكين نشاط زلزالي منخفض المستوى، لكن الزيادة قد تشير إلى احتمالية أكبر لحدوث ثوران بركاني. تعتبر أنواع الزلازل التي تحدث وأين تبدأ وتنتهي أيضًا من العلامات الرئيسية. الزلازل البركانية لها ثلاثة أشكال رئيسية: زلزال قصير الأمد، وزلزال طويل الأمد ، وزلزال متناسق .
- الزلازل قصيرة المدى تشبه الزلازل الطبيعية الناتجة عن الصدع. وهي ناتجة عن تكسر الصخور الهشة حيث تشق الصهارة طريقها إلى الأعلى. تشير هذه الزلازل قصيرة المدى إلى نمو جسم الصهارة بالقرب من السطح. غالبًا ما يشار إلى هذا النوع من الأحداث الزلزالية أيضًا باسم أحداث Volcano-Tectonic (أو VT) أو الزلازل.
- يُعتقد أن الزلازل طويلة الأمد تشير إلى زيادة ضغط الغاز في نظام أنابيب البركان. وهي تشبه صوت الضجيج الذي يُسمع أحيانًا في نظام السباكة بالمنزل، والذي يُعرف باسم «المطرقة المائية». هذه التذبذبات تعادل الاهتزازات الصوتية في غرفة، في سياق غرف الصهارة داخل القبة البركانية وتعرف باسم موجات «ب». وتعرف هذه أيضا صدى الأمواج والأحداث صدى فترة طويلة.
- غالبًا ما تكون الهزات التوافقية نتيجة دفع الصهارة تجاه الصخور الموجودة فوق السطح. يمكن أن تكون في بعض الأحيان قوية بما يكفي ليشعر بها الناس والحيوانات، ومن هنا جاءت تسميتها.

### دراسات الحالة الزلزالية
لأول مرة تمة ملاحظة علاقة بين الأحداث طويلة الأمد والانفجارات البركانية الوشيكة في السجلات الزلزالية لانفجار نيفادو ديل رويز عام 1985 في كولومبيا. ثم تم استخدام حدوث الأحداث طويلة الأمد للتنبؤ بثوران جبل ريد وبت في ألاسكا عام 1989 وثوران غاليرا في كولومبيا عام 1993. في ديسمبر عام 2000، توقع العلماء في المركز الوطني للوقاية من الكوارث في مكسيكو سيتي اندلاع بركان في غضون يومين في بوبوكاتبتبيل، في ضواحي مكسيكو سيتي. استخدم تنبؤهم البحث الذي أجراه العالِم برنارد شويت، عالم البراكين السويسري الذي كان يعمل في هيئة المسح الجيولوجي الأمريكية والذي لاحظ لأول مرة وجود علاقة بين الأحداث الطويلة الأمد والانفجار الوشيك.   قامت الحكومة بإجلاء عشرات الآلاف من الأشخاص؛ وبعد 48 ساعة، ثار البركان كما كان متوقعًا.

### الهزات الجليدية
قد تساعد أوجه الشبه بين هزات الجبل الجليدي، والهزات البركانية، الخبراء في تطوير طريقة أفضل للتنبؤ بالانفجارات البركانية. على الرغم من أن الجبال الجليدية لها هياكل أبسط بكثير من البراكين، إلا أنها أسهل في التعامل معها. تشمل أوجه التشابه بين الهزات البركانية والجبل الجليدي فترات طويلة واتساعًا، بالإضافة إلى التحولات الشائعة في الترددات.

### تشوه الأرض
يشير تورم البركان إلى تراكم الصهارة بالقرب من السطح. غالبًا ما يقيس العلماء الذين يراقبون بركانًا نشطًا ميل المنحدر وتتبع التغيرات في معدل التورم. زيادة معدل التورم، خاصةً إذا صاحبها زيادة في انبعاثات ثاني أكسيد الكبريت والارتعاش التوافقي، هو علامة احتمالية عالية لحدث وشيك. كان تشوه جبل سانت هيلين قبل ثوران 18 مايو 1980 مثالًا كلاسيكيًا على التشوه، حيث كان الجانب الشمالي من البركان ينتفخ صعودًا بينما كانت الصهارة تتراكم تحتها. لا يمكن عادةً اكتشاف معظم حالات تشوه الأرض إلا عن طريق المعدات المتطورة التي يستخدمها العلماء، لكن لا يزال بإمكانهم التنبؤ بالثورات البركانية المستقبلية بهذه الطريقة. تظهر براكين هاواي تشوهًا كبيرًا للأرض؛ هناك تضخم في الأرض قبل ثوران البركان ثم حدوث انكماش واضح بعد الانفجار. ويرجع ذلك إلى غرفة الصهارة الضحلة لبراكين هاواي؛ يمكن ملاحظة حركة الصهارة بسهولة على الأرض أعلاه.

### المراقبة الحرارية
يمكن أن تؤدي إلى كل من حركة الصهارة والتغيرات في إطلاق الغاز والنشاط الحراري المائي إلى تغيرات في الانبعاث الحراري على سطح البركان. يمكن قياسها باستخدام عدة تقنيات:
- القياس الإشعاعي بالأشعة تحت الحمراء المتطلع إلى الأمام (FLIR) من الأجهزة المحمولة باليد، والمثبتة في الموقع، أو على مسافة، أو المحمولة جواً؛
- صور الأقمار الصناعية بنطاق الأشعة تحت الحمراء ؛
- قياس الحرارة في الموقع (الينابيع الساخنة، fumaroles)
- خرائط التدفق الحراري
- الطاقة الحرارية الأرضية جيدا في المحتوى الحراري التغييرات
- براكين العقد
- مشروع تفريغ الكربون في أعماق الأرض
- التنبؤ بالزلازل
- Istituto Nazionale di Geofisica e Vulcanologia
- المسح الجولويجي الولايات المتحدة
- Jökulhlaup
- قدور الجليد

## روابط خارجية
1. ↑  Bernard Chouet (28 March 1996) "Long-period volcano seismicity: its sources and use in eruption forecasting," Nature, vol. 380, no. 6572, pages 309–316.
2. ↑  Interview with Bernard Chouet regarding his research into long-period events and volcanic eruptions: "Essential Science Indicators". مؤرشف من الأصل في 2009-02-01. اطلع عليه بتاريخ 2009-02-18. .
3. ↑  U.S. TV program on use of long-period events to predict volcanic eruptions: "Nova: Volcano's Deadly Warning": https://www.pbs.org/wgbh/nova/volcano/ . See also "Volcano Hell" episode of BBC TV series "Horizon" on same subject: http://www.bbc.co.uk/science/horizon/2001/volcanohell.shtml . نسخة محفوظة 2021-05-13 على موقع واي باك مشين.
4. ↑  Mason, Christopher (1 مارس 2006). "Singing icebergs". Canadian Geographic. مؤرشف من الأصل في 2021-11-08. اطلع عليه بتاريخ 2016-12-11.
5. ↑  Modeling Crustal Deformation Near Active Faults and Volcanic Centers: A Catalog of Deformation Models هيئة المساحة الجيولوجية الأمريكية نسخة محفوظة 2023-04-14 على موقع واي باك مشين.

- WOVO (المنظمة العالمية لمراصد البراكين)
- IAVCEI (الرابطة الدولية لعلم البراكين وكيمياء باطن الأرض)
- SI (برنامج سميثسونيان العالمي للبراكين)